# Клубна манія
Клубна манія (англ. Party Monster, дослівно «Монстр вечірки») — американська стрічка заснована на реальних подіях; трагікомедія, що оповідає про схід і захід сумнозвісного нью-йоркського організатора клубних вечірок Майкла Еліга, що вбив свого наркодилера, відомого як Ангел Мелендез. У ролі наркозалежного «Короля Клубних Діток» знявся кінозірка Маколей Калкін.
За основу фільму взято роман Джеймса Сент-Джеймса «Кривава дискобаня». У 1998 році, раніше був відзнятий документальний фільм про вбивство, під назвою Party Monster: The Shockumentary, який був використаний для деяких елементів художнього фільму. Незважаючи на негативні відгуки, Party Monster в даний час вважається культовим фільмом.

## Сюжет
Вигнанець з невеликого містечка, Майкл Еліг, що переїхав в Нью-Йорк, вивчає аспекти клубного руху (замість того, щоб навчатися в університеті), у чому йому допомагають нові знайомі Джеймс Сент-Джеймс і Пітер Гейшн. Дуже швидко Еліг перетворюється з сірого нікому невідомого хлопчика, у найяскравішиго і найепатажнішого організатора вечірок у Нью-Йорку. Але життя Майкла виходить з-під контролю через його наркозалежність, що призводить до співучасті Майкла в убивстві Енжела Мелендеса, наркоторгівця, закоханого у Еліга.
Ця молодіжна трагікомедія заснована на реальній історії. «Клубні малята» (в оригіналі англійською Club Kids) — так на самому початку 90-х називали молодіжну тусовку, що переходила з одного нью-йоркського клубу до іншого, влаштовуючі феєричні шоу лише своєю присутністю. Вони сповідували свій альтернативний «lifestyle» — індивідуальність, епатаж, вільне кохання, наркотики всіх видів, безстрашністю перед СНІДом, поліцією, суспільною думкою. Їх девіз: «Якщо у тебе є горб — кинь на нього трохи блискіток і йди танцювати!».

## Саундтрек
Саундтреки виступили номером 21 Billboard Dance/Electronic Albums у США.
| #   | Назва                                    | Виконавець                      | Тривалість |
| --- | ---------------------------------------- | ------------------------------- | ---------- |
| 1.  | «Take Me to the Club»                    | Mannequin                       | 3:36       |
| 2.  | «Seventeen»                              | Ladytron                        | 3:31       |
| 3.  | «Frank Sinatra»                          | Miss Kittin & The Hacker        | 3:53       |
| 4.  | «Money, Success, Fame, Glamour»          | Felix da Housecat vs. Pop Tarts | 3:23       |
| 5.  | «You're My Disco (Fischerspooner Remix)» | Waldorf                         | 4:26       |
| 6.  | «Two of Hearts»                          | Stacey Q                        | 3:36       |
| 7.  | «Overdose»                               | Tomcraft                        | 2:57       |
| 8.  | «Get Happy»                              | Happy Thought Hall              | 3:28       |
| 9.  | «La Rock 01»                             | Vitalic                         | 3:05       |
| 10. | «Go!»                                    | Tones on Tail                   | 2:34       |
| 11. | «New York New York»                      | Nina Hagen                      | 4:41       |
| 12. | «It Can't Come Quickly Enough»           | Scissor Sisters                 | 3:32       |
| 13. | «Inside Out»                             | W.I.T.                          | 3:36       |
| 14. | «Kiss Me»                                | Stephen Tin Tin                 | 3:26       |
| 15. | «Give Me Tonight»                        | Shannon                         | 3:53       |
| 16. | «(How to Be A) Millionaire»              | ABC                             | 3:35       |
| 17. | «Crash»                                  | Keoki                           | 2:54       |
| 18. | «The La La Song»                         | Marilyn Manson                  | 1:32       |
| 19. | «Good is Bad»                            | Headrillaz                      | 2:56       |
| 20. | «Santa Baby»                             | Cynthia Basinet                 | 3:23       |

## Реліз
Прем'єра Party Monster відбулася в 2003 році на Кінофестивалі «Санденс» 18 січня 2003, а потім покази відбулися в Cannes Film Festival в травні того року. 5 вересня 2003, був зроблений обмежений випуск фільму до різних арт-хаусів та театрів у великих містах США.

### Сприйняття
Фільм отримав в основному негативні відгуки; в даний час він проводить рейтинг схвалення не більше 30% на Rotten Tomatoes на основі близько 100 оглядів (65 негативних, 35 позитивних). Він був номінований на Grand Jury Prize в 2003 році на Кінофестивалі «Санденс», однак і Chicago Sun-Times критик Роджер Еберт дав фільму три з чотирьох зірок, називаючи продуктивність Калкіна «безстрашною», хоча він зазначає, що «фільму не вистачає розуміння і залишає по собі сум і відчуття порожнечі; і, можливо, це повинно бути саме так».
Фільм мав тільки обмежений випуск. Відповідно до Box Office Mojo, фільм зібрав тільки в середньому $742,898 out of a budget of $5 million in its theatrical release.

## Для домашнього перегляду
Фільм був випущений на DVD в Сполучених Штатах і Канаді в лютому 2004 року через 20th Century Fox/Trimark Pictures; DVD містить різні інтерв'ю, аудіо-коментарі, закадрові кадри, оригінальний трейлер фільму, і реальні інтерв'ю з Майклом Елігом як бонус-матеріали. Станом на 2009 рік, випус DVD був припинений, і тепер в основному недоступний для покупки в стандартних роздрібних магазинах. Він доступний для оренди через «Netflix» і для миттєвого перегляду.

## Актори
- Маколей Калкін — Майкл Еліг,
- Сет Грін — Джеймс Сент-Джеймс,
- Мерілін Менсон — Кристіна (трансгендер-неформал),
- Джастін Хаган — Роберт «Freez» Ріггс,
- Дайана Скаруід[en] — Елкі,
- Вілмер Вальдеррама[en] — Superstar DJ Keoki[en],
- Ділан Макдермотт — Пітер Гат'єн[en],
- Міа Кіршнер — Наташа,
- Даніель Франзес[en] — The Rat/Clara The Carefree Chicken/Icy The Polar Bear/Dallas MC,
- Вілсон Крус[en] — Андре «Ангел» Мелендес,
- Хлоя Севіньї — Гітсі,
- Наташа Лайонн — Брук,
- Джон Стамос[en] — Talk Show Host,
- Аманда Лепор[en] — сам себе,
- Річі Річ[en] — сам себе.

### Цікаві факти
- Майкл Еліг — реальний персонаж, який дійсно зміг в найкоротший термін перетворитися з простого офіціанта в живу легенду клубного руху Нью-Йорка. Наприкінці вісімдесятих він був посаджений у в'язницю за вбивство
- Маколей Калкін приходив до в'язниці і розмовляв з Майклом Еліга, при підготовці до своєї ролі.
- Майкл Еліг — гомосексуал, гетеросексуальная любовна лінія у фільмі надумана: насправді Гітсі була просто його знайомою. Найкращою подругою Еліга була «королева» клубних дітей Дженніталіа.